# Tarachodes gilvus
Tarachodes gilvus är en bönsyrseart som först beskrevs av Toussaint de Charpentier 1841.  Tarachodes gilvus ingår i släktet Tarachodes och familjen Tarachodidae. Inga underarter finns listade i Catalogue of Life.